# بردگوری ۱ چال سنگها
بردگوری ۱ چال سنگها در شهرستان اندیکا، بخش چلو، دهستان للر و کتک، ۸ کیلومتری جنوب شرق روستای کتک واقع شده و این اثر در تاریخ ۲۶ اسفند ۱۳۸۷ با شمارهٔ ثبت ۲۵۹۸۱ به‌عنوان یکی از آثار ملی ایران به ثبت رسیده است.